# محمود بن عبد الرحمن الأصفهاني
شمس الدين أبو الثناء محمود بن عبد الرحمن بن أحمد بن محمد بن أبي بكر الأصفهاني (1276 - 1349)  عالم مسلم فارسي عاش معظم حياته في بلاد الشام ومصر في النصف الثاني من القرن الثامن الهجري/ الرابع عشر الميلادي في العصر المملوكي الأول. يعد من الفقهاء الشافعية وهو مفسّر ونَحوي وعالم بالعقليات ومصنّف. ولد وتعلم في أصفهان. ورحل إلى تبريز ثم دمشق فأكرمه أهلها، وأعجب به ابن تيمية. وانتقل إلى القاهرة فبنى له الأمير قوصون الخانقاه بالقرافة، ورتبه شيخا فيها، فاستمر إلى أن مات بالطاعون في القاهرة. له تفسير كبير للقرآن سماه أنوار الحقائق الربانية في تفسير الآيات القرآنية.

## سيرته
ولد محمود بن عبد الرحمن أبي القاسم بن أحمد بن محمد بن أبي بكر بن علي، أبو الثناء، شمس الدين الأصفهاني (الأصبهاني)، سنة 674 هـ/ 1276 م بأصفهان في أيام الإيلخانية وتعلم بها وبتبريز ورحل إلى دمشق سنة 725 هـ/ 1325 م، فأكرمه أهلها وسمع منه ابن تيمية فأعجب به وبالغ في تعظيمه. ولازم الجامع الأموي، ودرّس بعد ابن الزملكاني بالرواحية. وانتقل إلى القاهرة سنة 732 هـ/1331 م وتولى تدريس المعزية بها. وبنی له الأمير قوصون الخانقاه بالقرافة، ورتبه شيخاً فيها في صفر 736 هـ/ أكتوبر 1335 م، واستمر إلى أن توفي «شهيداً» بالطاعون سنة 749 هـ/ 1349 م، ودفن بالقرافة. 

عاش معظم حياته في بلاد الشام ومصر في النصف الثاني من القرن الثامن الهجري/ الرابع عشر الميلادي في العصر المملوكي الأول. يعد من الفقهاء الشافعية وهو مفسّر ونَحوي وعالم بالعقليات ومصنّف.

## مؤلفاته
- أنوار الحقائق الربانية في تفسير الآيات القرآنية، (أو أنوار الحقائق الربانية في تفسير اللطائف القرآنية) تفسير كبير للقرآن.
- بيان المختصر شرح مختصر ابن الحاجب.
- معاني البديع
- ناظر العين في المنطق[6]